# Hatena Illusion
Hatena Illusion (はてな☆イリュージョン?, Hatena☆Iryūjon) è una serie di light novel scritta da Tomohiro Matsu e illustrata da Kentarō Yabuki, edita da Shūeisha sotto l'etichetta Dash X Bunko tra il 2014 e il 2015 e rimasta interrotta a quattro volumi per via della morte dell'autore, avvenuta a maggio 2016. Un adattamento anime è stato annunciato a marzo 2017 ed è stato trasmesso da gennaio a giugno 2020.

## Trama
Makoto Shiranui sogna da sempre di diventare un mago e così si reca a Tokyo per diventare uno studente dell'illusionista famoso in tutto il mondo nonché amico dei suoi genitori, Mamoru Hoshisato. Makoto ha una profonda ammirazione verso quest'ultimo, dato che da bambino aveva assistito ad uno dei suoi spettacoli, condotto assieme alla moglie Maive, e da quel giorno sviluppa una passione sempre più grande verso il mondo della magia e delle illusioni. La città di Tokyo sembra essere sotto attacco di una bellissima ladra, e difatti non appena arriva alla stazione viene derubato. In seguito, arriva alla villa dell'insegnante, dove incontra la figlia del suo futuro maestro nonché sua amica d'infanzia Kana, soprannominata Hatena, la quale è cambiata molto da quando era piccola, ma adesso i due non riescono ad andare d'accordo in alcun modo.

## Personaggi
Makoto Shiranui (不知火真?, Shiranui Makoto)
Doppiato da: Yoshitsugu Matsuoka
Kana "Hatena" Hoshisato (星里果菜?, Hoshisato Kana)
Doppiata da: Aina Suzuki
Yumemi Hoshisato (星里夢未?, Hoshisato Yumemi)
Doppiata da: Miyu Tomita
Emma Sakurai (桜井エマ?, Sakurai Emma)
Doppiata da: M.A.O
Jeeves Wodehouse (ジーヴス・ウッドハウス?, Jīvusu Uddohausu)
Doppiato da: Takashi Matsuyama
Mamoru Hoshisato (星里衛?, Hoshisato Mamoru)
Doppiato da: Yoshimasa Hosoya
Maeve Hoshisato (星里メイヴ?, Hoshisato Maeve)
Doppiata da: Yoshino Nanjō
Mariah Grene (マライア・グレーネ?, Maraia Gurēne)
Doppiata da: Satomi Arai
Kokomi Kikyōin (桔梗院心美?, Kikyōin Kokomi)
Doppiata da: Sumire Uesaka

## Media

### Light novel
Shūeisha ha pubblicato quattro romanzi dal 2014 sotto la propria etichetta Dash X Bunko, con l'ultimo uscito nel novembre 2015. La serie è rimasta incompiuta data la prematura scomparsa del suo autore nel maggio 2016. Shūeisha ha in seguito lanciato una nuova serie intitolata Hatena Illusion R dal 2019.

#### Hatena Illusion
| Nº | Data di prima pubblicazione | Data di prima pubblicazione | Data di prima pubblicazione |
| Nº | Giapponese                  | Giapponese                  |                             |
| -- | --------------------------- | --------------------------- | --------------------------- |
| 1  | 21 novembre 2014            | ISBN 978-4-08-631007-9      |                             |
| 2  | 24 aprile 2015              | ISBN 978-4-08-631038-3      |                             |
| 3  | 25 agosto 2015              | ISBN 978-4-08-631063-5      |                             |
| 4  | 25 novembre 2015            | ISBN 978-4-08-631082-6      |                             |

#### Hatena Illusion R
| Nº | Data di prima pubblicazione | Data di prima pubblicazione | Data di prima pubblicazione |
| Nº | Giapponese                  | Giapponese                  |                             |
| -- | --------------------------- | --------------------------- | --------------------------- |
| R1 | 23 agosto 2019              | ISBN 978-4-08-631324-7      |                             |
| R2 | 21 febbraio 2020            | ISBN 978-4-08-631350-6      |                             |

### Manga
Pochi Edoya ha lanciato un manga basato sulla serie di light novel originale sul sito web Niconico Seiga nel novembre 2018. Shūeisha ha pubblicato il primo volume tankōbon il 19 settembre 2019.
| Nº | Data di prima pubblicazione | Data di prima pubblicazione | Data di prima pubblicazione |
| Nº | Giapponese                  | Giapponese                  |                             |
| -- | --------------------------- | --------------------------- | --------------------------- |
| 1  | 17 gennaio 2020             | ISBN 978-4-08-891297-4      |                             |
| 2  | 19 febbraio 2020            | ISBN 978-4-08-891525-8      |                             |
| 3  | 19 giugno 2020              | ISBN 978-4-08-891645-3      |                             |
| 4  | 18 marzo 2021               | ISBN 978-4-08-891861-7      |                             |

### Anime

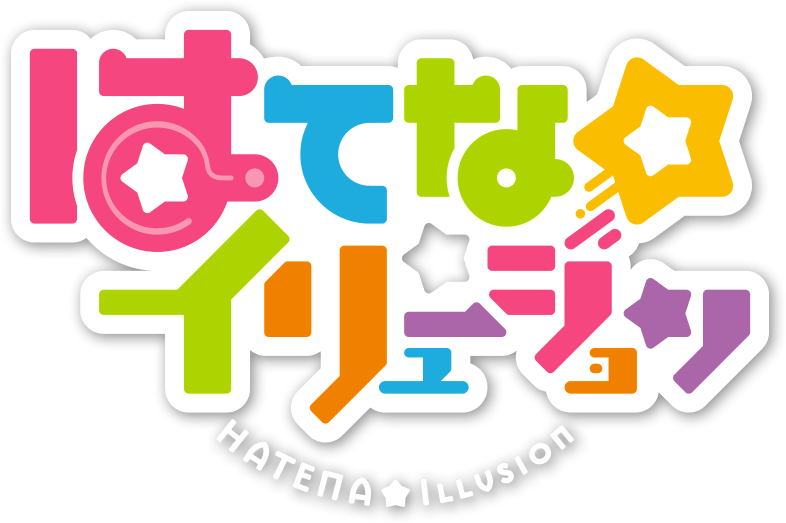
Logo della serie

Nel marzo 2017 fu annunciata la futura distribuzione di un adattamento animato ispirato ai romanzi di Hatena Illusion in occasione dell'AnimeJapan. Nel luglio 2019 venne reso noto che l'anime sarebbe stato distribuito sotto forma di serie televisiva animata da Children's Playground Entertainment e diretta da Shin Matsuo; Tatsuya Takahashi si occupa della composizione serie, Ruizu Nakano cura il design dei personaggi, mentre Kenichi Kuroda compone la colonna sonora. La serie è stata trasmessa in Giappone dal 9 gennaio al 3 giugno 2020. Liyuu interpreta la sigla di apertura Magic Words, mentre Aina Suzuki è la cantante della sigla di chiusura Hikari iro no uta.

#### Episodi
| Nº  | Giapponese 「Kanji」 - Rōmaji | In onda          | In onda |
| Nº  | Giapponese 「Kanji」 - Rōmaji | Giapponese       |         |
| 1   | | 9 gennaio 2020   |         |
| 2   | | 16 gennaio 2020  |         |
| 3   | | 23 gennaio 2020  |         |
| 4   | | 30 gennaio 2020  |         |
| 5   | | 6 febbraio 2020  |         |
| 6   | | 13 febbraio 2020 |         |
| 6.5 | L'illusione dell'amore e della magia ti farà impazzire! Speciale 「恋と魔術のイリュージョンで、夢中にさせちゃいます！ スペシャル」 - Koi to majutsu no iryūjon de, muchū ni sasechaimasu！ Supesharu | 20 febbraio 2020 |         |
| 6.5 | Episodio riassuntivo degli eventi delle prime 6 puntate. |                  |         |
| 7   | | 27 febbraio 2020 |         |
| 8   | | 5 marzo 2020     |         |
| 9   | | 12 marzo 2020    |         |
| 10  | | 19 marzo 2020    |         |
| 11  | | 26 marzo 2020    |         |
| 12  | | 3 giugno 2020    |         |